# Shorts C-23 Sherpa
Shorts C-23 Sherpa – brytyjski samolot transportowy, produkowany przez przedsiębiorstwo Short Brothers, będący transportową wersją konstrukcji cywilnej, przeznaczonej do przewozu pasażerów Short 330.

## Historia
Zakłady Shorts w 1984 roku wygrały konkurs na dostawę osiemnastu małych samolotów transportowych dla amerykańskiego Military Airlift Command (Wojskowego Dowództwa Transportu Lotniczego). Maszyny były przeznaczone do zadań transportu towarowego i pasażerskiego pomiędzy bazami US Air Force w Europie. Samoloty transportowe Short 330 przeznaczone dla Amerykańskich Sił Powietrznych zostały oznaczone jako C-23A. Używane Sherpy uzyskały bardzo dobrą opinię, zaowocowało to w 1988 roku podpisaniem kolejnego kontraktu na dostawę następnych 10 zmodernizowanych samolotów dla US Army National Guard, oznaczonych jako C-23B gdzie zastąpiły używane dotychczas samoloty De Havilland Canada DHC-6 Twin Otter. 13 czerwca 2007 roku US Army wybrała następcę C-23, którymi miały stać się włoskie Alenia C-27J Spartan. W wyniku oszczędności najpierw samoloty trafiły do sił powietrznych, a następnie zostały wycofane ze służby. Pod koniec 2008 roku w użyciu w amerykańskich siłach zbrojnych było jeszcze 43 samolotów C-23. W 2013 roku podjęto decyzję o wycofaniu pozostających jeszcze w służbie w US Army 37 egzemplarzy. Pierwsza z wycofanych maszyn o numerze 93-01323 przybyła do 309th Aerospace Maintenance and Regeneration Group na terenie bazy Davis-Monthan Air Force Base w Tucson w Arizonie 4 sierpnia 2014 roku.

## Konstrukcja
C-23 jest całkowicie metalowym górnopłatem, napędzanym dwoma silnikami turbośmigłowymi z pięciołopatowymi śmigłami. Skrzydło o prostokątnym obrysie z dwoma zastrzałami łączącymi płat z gondolami umieszczonymi po obu stronach kadłuba. W gondolach chowane jest podwozie główne. Kadłub o kwadratowym przekroju z tylną rampą ładunkową. Samolot ma możliwość przewożenia 30 żołnierzy lub w wersji medycznej do 15 rannych na noszach. Samolot może operować z lotnisk o nieutwardzonej nawierzchni przy zachowaniu parametrów krótkiego startu i lądowania.

## Wersje
- C-23A - wojskowa wersja Short 330
- C-23B - zmodernizowana wersja C-23A z oknami na całej długości kadłuba
- C-23B+/C - wojskowa wersja Short 360